# Río Orteguaza
Río Orteguaza är en flod i Colombia.   Den är belägen i departementet Caquetá, i den sydvästra delen av landet, 500 km söder om huvudstaden Bogotá och mynnar ut i Japurafloden.